# Vittorio Duina
Vittorio Duina (Varzo, 2 marzo 1916 – 21 gennaio 1986) è stato un imprenditore e dirigente sportivo italiano.
Fu presidente dell'Associazione Calcio Milan tra il 1976 e il 1977.

## Biografia
Industriale nel campo metallurgico, proseguì e ampliò l'attività paterna. Luigi, il padre, creò a Varzo il primo forno elettrico della zona, nel 1918.
Diversificò le attività imprenditoriali, finanziando la costruzione, a Sanremo, del prolungamento del porticciolo, con la struttura denominata Porto Sole, che prevedeva la creazione anche di impianti per lo sport. Venne indicato anche quale possibile capo di una cordata che avrebbe potuto rilevare la gestione del casino sanremese, nell'ambito di un ampio progetto turistico, in sinergia con le opere previste per il Porto Sole.
A Varzo possedeva inoltre l'industria Omet, specializzata nei trattamenti per il raffreddamento delle acque per uso industriale, e alla costruzione di impianti di condizionamento d'aria, e la Ipv, che lavorava le proteine vegetali, attraverso i semi di soia. A Cerano possedeva l'azienda agricola e la riserva di caccia Vecchio Mulino. Appassionato cacciatore, spesso effettuava delle spedizioni in Kenya.
Le sue attività siderurgiche entrarono in crisi nella seconda metà degli anni settanta. Posizionata la produzione su una fascia medio-bassa subì la forte concorrenza estera. Già dal 1970 il gruppo Duina iniziò ad accumulare debiti con la Dalmine (di proprietà dell'IRI), per forniture non pagate. Con il cambio del management della Dalmine, la situazione s'interruppe, fino a quando un'altra azienda della galassia IRI, la Sidercomit, divenne fornitrice per il gruppo Duina.
Nel 1977 Duina intrecciò una trattativa con la Lega Nazionale delle Cooperative, per la cessione, a quest'ultima, delle sue aziende siderurgiche, che contavano, all'epoca, 1 200 dipendenti. Nel gennaio di quell'anno la Lega, tramite la Finacciaio, acquistò il 20% delle quote della Siderurgica Duina, la capogruppo. L'acquisto, propugnato dal presidente, di area comunista, Galetti, venne criticato dalla fazione socialista della Lega, che considerava eccessivi i debiti contratti con la Sidercomit, stimati in oltre 23 miliardi di lire. A saldo del credito venne offerta, alla stessa Sidercomit, una partecipazione al 70% della Duina Laminati, offerta che venne finalizzata con un accordo a fine luglio 1977. Contemporaneamente la Lega acquistò l'intero pacchetto azionario della Duina Tubi, la più esposta, delle aziende del gruppo, con la Sidercomit. Il vicepresidente della Lega, Luciano Vigone, rifiutò però la presidenza della Duina Tubi.
All'inizio di ottobre le correnti della Lega contrarie all'affare bloccarono gli accordi di fine luglio. Duina depositò, per l'accaduto, una denuncia per truffa. A seguito della vicenda, nel 1980, la Lega inviò, a sua volta, una denuncia per bancarotta e truffa, nei confronti di Duina.
Nel 1978 la Duina tubi e la Siderurgica Duina vennero poste in concordato preventivo, ma nel 1979 alcuni creditori, tra cui il Monte dei Paschi di Siena ne chiesero il fallimento, che venne dichiarato  il 28 aprile 1980.
Liquidata la sua azienda metallurgica si interessò a una tenuta agricola in Sudafrica.
A fine anni settanta abbandonò l'Italia, e si recò a vivere a Houston, negli Stati Uniti d'America, per problemi familiari. In Texas fondò la Duina International Associated.
Nel 1980 trapelò la notizia che Brigate Rosse avessero rapito, qualche anno prima, Duina, e che l'industriale, tenuto per 20 giorni su un'imbarcazione, avesse pagato un riscatto di 2 miliardi di lire per la sua liberazione. Duina smentì l'accaduto, anche se il suo nome, accanto a quello di altri importanti industriali, veniva indicato su un taccuino trovato in un covo brigatista.
Duina morì in un incidente stradale nel 1986 in Brasile.

## Attività nello sport
Finanziò l'organizzazione della Pasqua dell'Atleta, meeting di atletica leggera promosso dalla Atletica Riccardi.
Sponsorizzò, tramite la Siderurgica Duina, l'Opicina Softball Club, nel 1973. In seguito sostenne la Pallamano Trieste, per tre stagioni, che coincisero anche con il primo scudetto della società, nel 1975-1976, e il secondo, nella stagione seguente. Fu consigliere della Triestina.
Venne eletto alla presidenza del Milan, grazie all'interessamento dell'amico Gianni Rivera (al quale aveva affidato anche un ruolo nel progetto di Porto Sole a Sanremo), sostituendo l'ingegner Bruno Pardi il 4 maggio 1976. Pardi rimase vicepresidente, carica che condivise con Dino Armani. Duina, assieme a Bogarelli e Armani entrò a far parte della Finanziaria Milan, quale primo azionista. A questa finanziaria Rivera cedette le azioni del Milan.
Duina garantì la copertura dei debiti, compresi quelli nei confronti del finanziere Ambrosio. Duina appoggiava, inoltre, l'idea di azionariato popolare, lanciata da Rivera.
A livello tecnico non confermò la coppia Giovanni Trapattoni-Nereo Rocco sulla panchina della squadra, ingaggiando Giuseppe Marchioro. Rocco venne richiamato a febbraio 1977. Durante la stagione non lesinò critiche, anche pesanti, nei confronti della squadra.
Annunciò le dimissioni dalla carica di presidente nel marzo 1977, che concretizzò nel maggio 1977, dopo una salvezza sofferta della squadra.
Nel corso della stagione il Milan vinse la Coppa Italia 1976-1977, però solo dopo che la presidenza era passata a Felice Colombo.